# Moordspel
Moordspel was een Nederlands spelprogramma met presentator Ron Brandsteder dat in 1987 door de TROS werd uitgezonden. Het was een programma waarbij de kijker actief kon meedoen. De opzet was om telkens een gedramatiseerd stukje te laten zien waarbij een moord te zien was. Het panel in de zaal met drie bekende Nederlanders moest dan per "bedrijf" een foto van hun dader tonen en aan het einde streek de persoon met de meeste goede antwoorden met de eer.
Kijkers konden door middel van "Moordspel-kaarten" (bij het postkantoor of uit tijdschrift Privé te halen) hun dader aanwijzen op basis van een kort filmpje. De week daarop konden de kijkers de kaart inzenden. De persoon die de moord juist had ontrafeld, kon luxe prijzen winnen - zoals drie minuten gratis winkelen (waarmee de volgende aflevering een kassabon door Ron Brandsteder werd getoond met eindbedragen van soms boven de 3500 gulden).
Van deze quiz werden slechts zes afleveringen gemaakt. De oorzaak lag mede in het overlijden van een acteur uit de eerste aflevering enkele dagen na de uitzending. In deze aflevering roept een rijke planter zijn hele familie bij elkaar. Hij onterft ze allemaal. De nieuwe erfgenaam wordt de butler. Hij wordt echter gebeten door zijn eigen slang en overlijdt. Drie weken na deze uitzending overleed de acteur (Lo van Hensbergen) echt. Omdat het journaal beelden toonde uit Moordspel ontstond bij het publiek het idee dat de dood veroorzaakt was door het tv-programma, en dat Joop van den Ende verantwoordelijk was. De acteur bleek 'gewoon' aan een hartaanval te zijn overleden, maar het kwaad was al geschied. De TROS maakte het seizoen nog af, maar er kwam geen tweede reeks.
Naar aanleiding van de tv-show produceerde spellenfabrikant Jumbo een kaartspel waarmee men thuis middels aanwijzingen een moord kon oplossen. Er zijn zeker zes titels verschenen: 'Vaarwel Babysit', 'Geprogrammeerd om te doden', 'Het huis aan de Sterrenlaan', 'De trouwdag', 'De moord in Molenhoven' en 'Voorgoed met pensioen'.
De maximale score die de panelleden konden behalen was 100 punten. Vier panelleden hebben deze score ook behaald; Liesbeth List, André van Duin, Mike Burstyn en Nico Scheepmaker.

## Aflevering 1
Tijdens de eerste afleveringen werd de ontknoping van de misdaad niet uitgespeeld en ging de aandacht uit naar de kandidaten in de studio die de juiste dader hadden aangewezen. In de latere afleveringen werd de ontknoping wel uitgespeeld en werden de prijzen daarna uitgereikt.
- Datum: vrijdag 30 januari 1987
- Panel: (ex)commissaris van politie Amsterdam Gerard Toorenaar, Liz Snoijink en Koos Postema
- Titel: Gelukkig Nieuwjaar
- Moord: Wie vermoordde Adriaan Lietaard? (gespeeld door Lo van Hensbergen)

Rollen:
- Bernard Droog als Lodewijk Lietaard
- Liane Saalborn als Emilie Lietaard
- Jules Hamel als Martijn Lietaard
- Eddie Brugman als Paul Lietaard
- Josine van Dalsum als Constance Lietaard
- Ton Lensink als Steijn

## Aflevering 2
- Datum: vrijdag 6 februari 1987
- Panel: Appie Baantjer, Tineke de Nooij en Peter Faber
- Titel: Flitsend en Fataal
- Moord: Wie vermoordde Mabel de Ruijter? (gespeeld door Sigrid Koetse)

Rollen:
- Gerard Cox als Ralf de Ruijter
- Hein Boele als Paul van Straaten
- Willeke van Ammelrooy als Penny Veenstra
- Carolien van den Berg als Jackie Meerman
- Brûni Heinke als Suzanne de Rooy
- Hetty Verhoogt als inspecteur Jeanine Kaart
- Aart Staartjes als agent De Bruin

## Aflevering 3
- Datum: vrijdag 13 februari 1987
- Panel: Albert Mol, Liesbeth List en Theo Joekes.
- Titel: Vermist op zee
- Moord: Wie vermoordde Suze Vrijland? (gespeeld door Adriënne Kleiweg)

Rollen:
- Frederik de Groot als Jan Vrijland
- Marlous Fluitsma als Elly van Westrum
- Adriënne Kleiweg als Mevrouw de Vos
- Carol van Herwijnen als Arnold Pauw
- Henk van Ulsen als Tim de Wit
- André van den Heuvel als purser

## Aflevering 4
- Datum: vrijdag 20 februari 1987
- Panel: André van Duin, Carry Tefsen en Wim Bosboom
- Titel: Illusie verstoord
- Moord: Wie vermoordde 'Prinses Tara'? (gespeeld door Rosita Steenbeek)

Rollen:
- Piet Römer als Zeppalini
- Marijke Merckens als Lily Zeppalini
- Liz Snoijink als Diana Willemsen
- Manfred de Graaf als Ton van Straalen
- Hans Cornelissen als Bob van Dam
- Ab Abspoel als rechercheur Musters
- Coen Flink als inspecteur Maarschalk

## Aflevering 5
- Datum: vrijdag 27 februari 1987
- Panel: Mies Bouwman, Aad van den Heuvel en Henny Huisman
- Titel: Te hard akkoord
- Moord: Wie vermoordde Ricky Veenendaal? (gespeeld door Peter Lusse)

Rollen:
- Jasper de Moor als Skinny
- Frank Schaafsma als Adje
- Kika Keus als Jenny
- Hans Boskamp als Harry
- Dorijn Curvers als Toni
- Dolf de Vries als inspecteur Lucassen
- Maarten Spanjer als De Raat

## Aflevering 6
- Datum: vrijdag 6 maart 1987
- Panel: Mike Burstyn, Jos Brink en Nico Scheepmaker
- Titel: Riskant roulette
- Moord: Wie vermoordde Jules Charrier? (gespeeld door Jules Croiset)

Rollen:
- Fred Butter als Carlos Oliveira
- Hilde Van Mieghem als Lili Juares-Rochas
- Carola Gijsbers van Wijk als Ruby Mayer
- Rudi Falkenhagen als Jaime Braganza-Cesar
- Bram van der Vlugt als Conde Ribeiro Madeira De Pointis
- Pieter Lutz als Paulo Fernandez
- Sjoerd Pleijsier als assistent Julio

̼